# Ковилкін Степан Терентійович
Степан Терентійович Ковилкін (нар. 1887, тепер Російська Федерація — розстріляний 11 лютого 1938) — радянський партійний діяч, залізничник, комісар і керівник кількох залізниць, у тому числі Катерининської залізниці.

## Біографія
Трудову діяльність розпочав у 1899 році учнем булочної-пекарні в місті Саратові, звідки, пропрацювавши декілька днів, втік. У 1900—1903 роках — учень столяра, столяр майстерні парового млина Шмідтів у Саратові. У 1903 — грудні 1904 року — підручний столяра парового млина Смирнова в Саратові.
З 1903 року — в революційному русі, виконував окремі доручення організації РСДРП, поширював нелегальну літературу і прокламації. Заарештований 9 грудня 1904 року в Саратові. Сидів у в'язниці в Саратові з грудня 1904 до червня 1905 року, звільнений як малолітній і відданий під нагляд поліції.
Член РСДРП(б) з 1905 року.
У 1905 році — столяр головних залізничних майстерень заводу  «Сотрудник», столяр приватних дрібних майстерень в Саратові. У 1905—1906 роках — на нелегальному положенні. У 1905 році був членом Саратовського міського комітету РСДРП. Осінню 1905 року переїхав у місто Самару, де до 1906 року працював членом організації РСДРП Берегового району. У 1906 році (до листопада) — голова Саратовського міського комітету РСДРП. Заарештований 21 листопада 1906 року. Сидів у в'язниці Саратові з листопада 1906 до лютого 1907 року. У лютому 1907 року засуджений Саратовською судовою палатою на два роки ув'язнення у фортеці.
У 1908 році засуджений до адміністративного заслання, яке відбував у 1908—1912 роках в селі Гробового Кіренського повіту Іркутської губернії. Одночасно працював столяром залізничних майстерень на станції Бодайбо Іркутської губернії. У 1912—1917 роках — столяр різних затонів пароплавства в місті Кіренську Іркутської губернії.
У березні 1917 року повернувся в Саратов, працював столяром Саратовських головних залізничних майстерень. У 1917 році — голова місцевого комітету профспілок Саратовських головних залізничних майстерень; член, гласний Саратовської міської думи до жовтня 1917 року; голова Залізничного комітету РСДРП(б) в Саратові. У жовтні 1917 — 1918 року — член виконавчого комітету Саратовської ради робочих і солдатських депутатів.
З березня 1919 року — комісар (начальник) Рязано-Уральської залізниці. Із 3 червня 1919 — член Всеросійської комісії з ремонту залізничного складу. У липні — серпні 1919 року — інспектор залізниць Північного і Східного фронту.
12 листопада 1919 — лютий 1920 року — завідувач транспортного відділу Всеросійської надзвичайної комісії (ВЧК), член Колегії ВЧК. Одночасно, з листопада 1919 до 1920року — голова Особливого транспортного комітету Ради Праці і Оборони (РПО) РРФСР із введення воєнного стану на залізниця, з 15 серпня 1919 до січня 1920 року — особливоуповноважений РПО РРФСР із введення воєнного стану на залізницях Східного фронту; у січні — лютому 1920 року — голова транспортної комісії Південно-Східного фронту РСЧА.
У лютому — березні 1920 року — начальник Південно-Східної залізниці. У квітні 1920 — січні 1921 року — комісар Сибірського округу шляхів сполучення, член Сибірського революційного комітету.
У січні — березні 1921 року — начальник Владикавказької залізниці. У березні 1921 — квітні 1922 року  — голова Саратовського окружного комітету із перевезень. Одночасно, у квітні 1921 — квітні 1922 року — начальник Рязано-Уральської залізниці та уповноважений ВЧК по боротьбі із бандитизмом на Рязано-Уральській залізниці і Волзькому водному транспорті.
У квітні 1922 — лютому 1923 року — уповноважений Народного комісаріату шляхів сполучення РРФСР по Сибірському округу шляхів сполучення, член Сибірського революційного комітету (з травня 1922 року).
У лютому 1923 — 1924 року — начальник Північно-Західних залізниць. У 1924 році — уповноважений Народного комісаріату шляхів сполучення СРСР по Північно-Західних залізницях.
У 1924—1926 роках — начальник Катерининської залізниці у місті Катеринославі.
У 1927—1930 роках — керуючий Волзького річкового пароплавства. У 1931 — лютому 1932 року — начальник «Уралжелдорстроя». Член Всесоюзного товариства старих більшовиків з 1932 року.
17 лютого 1932 — 10 серпня 1933 року — член колегії Народного комісаріату робітничо-селянської інспекції СРСР.
У серпня 1933 — травні 1936 року — начальник Самаро-Златоустівської залізниці. У травні — листопаді 1936 року — начальник Куйбишевської залізниці. У листопаді 1936 — липні 1937 року — начальник Оренбурзької залізниці.
31 липня 1937 року заарештований органами НКВС та розстріляний. Посмертно реабілітований у липні 1956 році.

## Нагороди
- орден Трудового Червоного Прапора (1936)